# آزادراه ام۳ (بریتانیا)

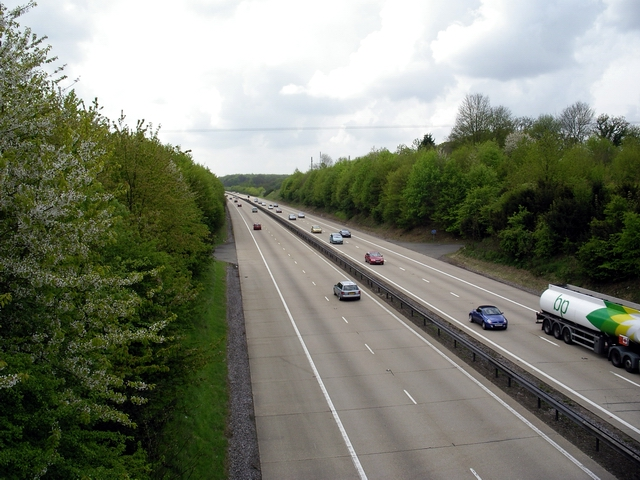

آزادراه‌ ام۳ یک آزادراه در شهرستان کنت در کشور انگلستان است.
این آزادراه ۹۴.۳ کیلومتر (۵۸.۶ مایل) مسافت دارد و از شهرهای مهمی مانند استاینز، براکنل، باسینگستوک و وینچستر عبور میکند.

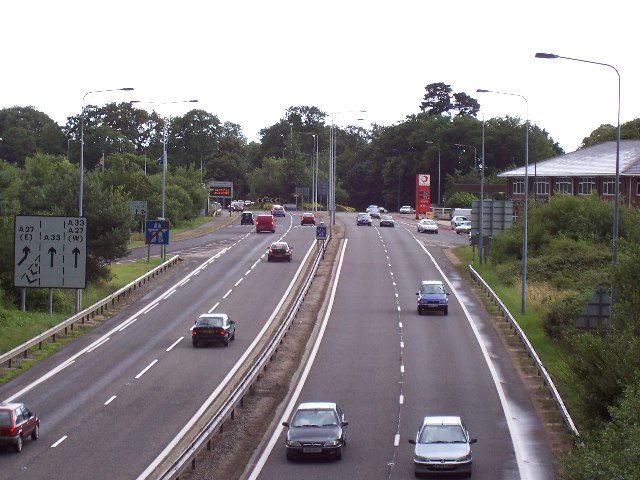